# 桂竜也の夕焼けワイド
桂竜也の夕焼けワイド（けいたつやのゆうやけワイド）は、文化放送で1972年10月9日から1982年10月1日まで10年間放送されたラジオ番組。

## 概要
前番組『ダイナミックレーダー〜歌謡曲でいこう!〜』の第2部が別番組となる形で開始した。
1981年当時は「今日のあなたの暮らしのエピソード」を電話で受け付け、番組で採用された中から「夕焼け大賞」1万円が週に2名、「夕焼け賞」として5000円相当の品物が毎日1 - 2名、「小焼け賞」として3000円相当の品物が毎日3 - 4名にそれぞれ贈られていた。

## 放送時間
- 月 - 金曜 16:30 - 18:00（JST、1973年10月5日まで）
- 月 - 金曜 16:00 - 18:00（JST）
  - 大相撲本場所 開催中、『大相撲熱戦十番』が放送される場合は17:00で終了。1975年9月までは土曜日も放送した。

## パーソナリティ
- 桂竜也（文化放送アナウンサー(当時)）
  - 1978年の9月に、1ヶ月間の長期休暇を取得した為、白井静雄（文化放送アナウンサー(当時)）が代理パーソナリティを務めた。
  - 当番組終了後の1982年10月4日より、桂は平日帯 早朝ワイド番組の担当となり、『桂竜也の人生ど真中』（月 - 金 AM5:30 - 6:30）のパーソナリティを務めた。

## アシスタント・外中継リポーター
以下は文化放送アナウンサー（当時）
- 白井静雄
- 小森法孝
- 吉田照美
- 梶原茂
- 竹内靖夫
- 小林寛子
- 倉林由男
- 扇一平
ほか

## タイムテーブル
1981年4月時点
- 16:00　オープニング → 夕焼け広場に集まれ
- 16:23　奥さま夕焼け談話室
- 16:33　歌謡リクエスト・この歌にひとこと
- 16:43　交通情報
- 16:45　いすゞハイウェイパートナー・トワイライトミュージック
- 17:00　ニュース・パレード[2]
- 17:15　夕焼けジョッキー・故郷はいま
- 17:27　交通情報
- 17:29　夕焼け伝言板
- 17:39　あなたの町の夕焼けスタジオ
- 17:48　夕焼けに歌おう
- 17:55　エンディング

## 番組コーナー
- 夕焼け広場に集まれ
- 人気歌手ベスト10（1975年3月まで）
- 夕焼け民話（1975年3月まで）
- 夕焼けに歌おう
- 夕焼けジョッキー・故郷（ふるさと）はいま
- トヨタ歌謡リクエスト（1975年4月から）
- 夕焼けチャレンジャー（1975年10月から）
- アイドルを探せ → うちのアイドル（1975年10月から）
- 電話で今日は（1976年4月から）
- 夕焼け伝言板（1976年10月から）
- あなたの町の夕焼けスタジオ（1976年10月から）
- 夕焼けファンタジア（1976年10月から）
- 歌謡リクエスト・この歌にひとこと（1977年4月から）
- 日本火災の救急速報[3]

NRNシングルネット局のラジオ大阪、東海ラジオ、STVラジオ、九州朝日放送とNRN・JRNクロスネット局の東北放送は上記コーナーの一部を単独番組として放送したり、自社制作の生ワイド番組に内包した。

### 内包番組
- いすゞハイウェイパートナー・水前寺清子の夕焼け歌謡曲
- 圓楽の夕焼けとんび（1974年2月まで）→ 小野ヤスシの夕焼けとんび（1974年2月 - 1976年3月）
- うつみ宮土理のはつらつ日記（1975年4月 - 1976年3月）
- 二瓶正也・橘家舛蔵の今日もしあわせ（1981年3月まで）
- いすゞハイウェイパートナー・千昌夫のおーい陽がしずむ（1981年3月まで）
- 青島幸男の丁丁発止（1981年10月から）

## 復活版
2004年に桂が定年を迎えた記念として、2004年9月20日の16:00 - 17:30に『桂竜也の夕焼けグラフィティ』として、22年振りに復活した。
この時は当時のテーマソングやジングルを使用。レギュラー放送時に外中継リポーター（夕焼けトピッカー）を務めた吉田照美 が出演した。アシスタントは藤木千穂（文化放送アナウンサー(当時)。現在は編成局編成部） が務めた。